# 兵庫県道332号山本伊丹線
兵庫県道332号山本伊丹線（ひょうごけんどう332ごう やまもといたみせん）は宝塚市山本と伊丹市を結ぶ一般県道である。

## 概要
宝塚市山本東3丁目から伊丹市稲野町6丁目に至る。
起点から宝塚市内の区間は、平行する兵庫県道142号米谷昆陽尼崎線同様に狭隘な生活道路であり、標識も無いためにどの道路が県道か識別が難しい。また県道の一部である伊丹市の瑞ケ池東岸の道は歩行者専用となっており、車は通る事が出来ない。
国道171号大鹿交差点からと合流する稲野6交差点までは、142号「五合橋線」の延長部にあたる幹線道路である。

### 路線データ
- 起点：宝塚市山本東3丁目（山本東3丁目交差点、国道176号交点）
- 終点：伊丹市稲野町6丁目（稲野町6丁目交差点、兵庫県道142号米谷昆陽尼崎線交点）
- 総延長：7.044 km

## 路線状況

### 別名
- 五合橋線（大鹿交差点以南）

### 重複区間
- 兵庫県道333号寺本川西線（宝塚市山本丸橋4丁目 - 伊丹市大野1丁目）
- 国道171号（伊丹市緑ケ丘1丁目・緑ケ丘小前交差点 - 伊丹市大鹿7丁目・大鹿交差点）

## 地理

### 通過する自治体
- 宝塚市
- 伊丹市

### 交差する道路
| 交差する道路                                       | 市町村名 | 交差する場所  | 交差する場所             |
| -------------------------------------------------- | -------- | ------------- | ------------------------ |
| 国道176号                                          | 宝塚市   | 山本東3丁目   | 山本東3丁目交差点 / 起点 |
| 兵庫県道333号寺本川西線 重複区間起点               | 宝塚市   | 山本丸橋4丁目 |                          |
| 国道176号 / バイパス                               | 宝塚市   | 山本丸橋4丁目 | 山本丸橋交差点           |
| 国道176号 / バイパス                               | 宝塚市   | 山本野里2丁目 | 山本変電所南交差点       |
| 兵庫県道333号寺本川西線 重複区間終点               | 伊丹市   | 大野1丁目     |                          |
| 国道171号 重複区間起点                             | 伊丹市   | 緑ケ丘1丁目   | 緑ケ丘小前交差点         |
| 国道171号 重複区間終点 兵庫県道331号姥ヶ茶屋伊丹線 | 伊丹市   | 大鹿7丁目     | 大鹿交差点               |
| 兵庫県道334号寺本伊丹線                            | 伊丹市   | 船原2丁目     | 一ツ橋交差点             |
| 兵庫県道336号東富松御願塚線                        | 伊丹市   | 稲野町7丁目   | 稲野町7丁目北交差点      |
| 兵庫県道142号米谷昆陽尼崎線                        | 伊丹市   | 稲野町6丁目   | 稲野町6丁目交差点 / 終点 |

### 交差する鉄道
- 福知山線
- 山陽新幹線

### 沿線
- 山本新池公園
- 宝塚市立長尾南小学校
- 宝塚市立丸橋小学校
- 瑞ケ池
- 伊丹市立瑞穂小学校
- 伊丹市立緑丘小学校
- 伊丹市立東中学校
- 陸上自衛隊 千僧駐屯地
- 常岡病院
- 伊丹市立伊丹高等学校
- 伊丹市立女性・児童センター
- 伊丹市立南小学校